# Lijst van Stolpersteine in Smallingerland

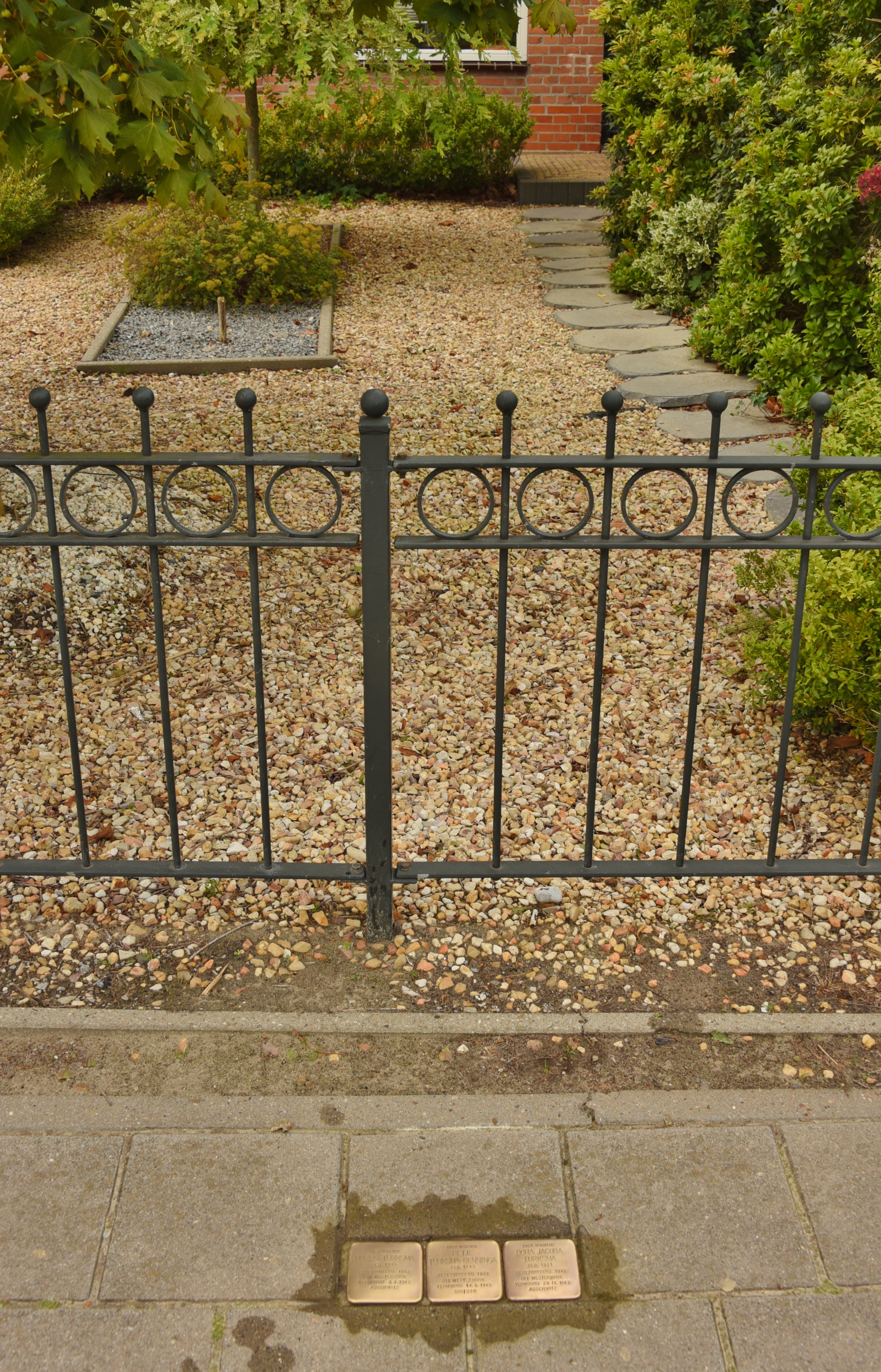
Stolpersteine voor familie Turksma, Stationsweg 113, Drachten

De lijst van Stolpersteine in Smallingerland geeft een overzicht van de gedenkstenen die in de gemeente Smallingerland in de Nederlandse provincie Friesland zijn geplaatst in het kader van het Stolpersteine-project van de Duitse beeldhouwer-kunstenaar Gunter Demnig. Op de stenen staat de naam, het geboortejaar en jaar en plaats van overlijden van het slachtoffer. Omdat het Stolpersteine-project doorloopt, kan deze lijst onvolledig zijn.

## Stolpersteine
In Smallingerland liggen 22 Stolpersteine (stroffelstiennen) in de plaats Drachten. Op 5 juli 2016 zijn de eerste stenen gelegd, de overige stenen zijn gelegd op 20 oktober 2017 en 16 mei 2025.

### Drachten
| Stolperstein | Inscriptie | Adres                           | Biografie                                                                                              |
| ------------ | --- | ------------------------------- | --- |
|              | HIER WOONDE VERONICA ESJE VAN LEER-ZWARTS GEB. 1900 GEDEPORTEERD 1942 UIT WESTERBORK VERMOORD 23.11.1942 AUSCHWITZ | Drachten, Noordkade 106         | Veronica Esje van Leer-Zwarts (1900-1942)                                                              |
|              | HIER WOONDE MOZES VAN LEER GEB. 1927 GEDEPORTEERD 1942 UIT WESTERBORK VERMOORD 28.2.1943 AUSCHWITZ                 | Drachten, Noordkade 106         | Mozes van Leer (1927-1943)                                                                             |
|              | HIER WOONDE VROUGJE VAN LEER GEB. 1928 GEDEPORTEERD 1942 UIT WESTERBORK VERMOORD 23.11.1942 AUSCHWITZ              | Drachten, Noordkade 106         | Vrougje van Leer (1928-1942)                                                                           |
|              | HIER WOONDE DINA VAN LEER GEB. 1932 GEDEPORTEERD 1942 UIT WESTERBORK VERMOORD 23.11.1942 AUSCHWITZ                 | Drachten, Noordkade 106         | Dina van Leer (1932-1942)                                                                              |
|              | HIER WOONDE JACOB TURKSMA GEB. 1888 GEDEPORTEERD 1943 UIT WESTERBORK VERMOORD 14.5.1943 SOBIBOR                    | Drachten, Kerkstraat 3          | Jacob Turksma, geboren 9 april 1888 in Smallingerland, vermoord op 14 mei 1943 in Sobibor              |
|              | HIER WOONDE ROSETTE TURKSMA-BENNINGA GEB. 1886 GEDEPORTEERD 1943 UIT WESTERBORK VERMOORD 14.5.1943 SOBIBOR         | Drachten, Kerkstraat 3          | Rosette Turksma-Benninga, geboren 18 augustus 1886 in Eenrum, vermoord op 14 mei 1943 in Sobibor       |
|              | HIER WOONDE BETSIE MOK-TURKSMA GEB. 1923 GEDEPORTEERD 1943 UIT WESTERBORK VERMOORD 9.7.1943 SOBIBOR                | Drachten, Kerkstraat 3          | Betsie Mok-Turksma, geboren 11 september 1923 in Smallingerland, vermoord op 9 juli 1943 in Sobibor    |
|              | HIER WOONDE DAVID JULIUS TURKSMA GEB. 1925 GEDEPORTEERD 1942 UIT WESTERBORK VERMOORD 28.2.1943 AUSCHWITZ           | Drachten, Kerkstraat 3          | David Julius Turksma, geboren 19 mei 1925 te Smallingerland, vermoord op 28 februari 1943 in Auschwitz |
|              | HIER WOONDE SIMON TURKSMA GEB. 1927 GEDEPORTEERD 1943 UIT WESTERBORK VERMOORD 14.5.1943 SOBIBOR                    | Drachten, Kerkstraat 3          | Simon Turksma, geboren 12 februari 1927 te Smallingerland, vermoord op 14 mei 1943 in Sobibor          |
|              | HIER WOONDE MOZES TURKSMA GEB. 1885 GEDEPORTEERD 1942 UIT WESTERBORK VERMOORD 3.9.1942 AUSCHWITZ                   | Drachten, Stationsweg 113       | Mozes Turksma (1885-1942)                                                                              |
|              | HIER WOONDE BETJE TURKSMA-BENNINGA GEB. 1885 GEDEPORTEERD 1943 UIT WESTERBORK VERMOORD 14.5.1943 SOBIBOR           | Drachten, Stationsweg 113       | Betje Turksma-Benninga (1885-1943)                                                                     |
|              | HIER WOONDE DORA JACOBA TURKSMA GEB. 1921 GEDEPORTEERD 1942 UIT WESTERBORK VERMOORD 23.11.1942 AUSCHWITZ           | Drachten, Stationsweg 113       | Dora Jacoba Turksma (1921-1942)                                                                        |
|              | HIER WOONDE HINDERIKA ZILVERBERG-MOZES GEB. 1890 GEDEPORTEERD 1943 UIT WESTERBORK VERMOORD 30-4-1943 SOBIBOR       | Drachten, Beter Wonen 19        | Hinderika Zilverberg-Mozes (1890-1943)                                                                 |
|              | HIER WOONDE ANNA ZILVERBERG GEB. 1921 GEDEPORTEERD 1942 UIT WESTERBORK VERMOORD 23-11-1942 AUSCHWITZ               | Drachten, Beter Wonen 19        | Anna Zilverberg (1921-1942)                                                                            |
|              | HIER WOONDE SARA ZILVERBERG GEB. 1926 GEDEPORTEERD 1942 UIT WESTERBORK VERMOORD 23-11-1942 AUSCHWITZ               | Drachten, Beter Wonen 19        | Sara Zilverberg (1926-1942)                                                                            |
|              | HIER WOONDE BEATRIX EMMA WYPKJEN MIROSCH GEB. 1938 GEDEPORTEERD 1944 UIT WESTERBORK VERMOORD 3.8.1944 AUSCHWITZ    | Drachten, Rinze Wibbelinkstraat | Beatrix Emma Wypkjen Mirosch (1938-1944)                                                               |

## Data van plaatsingen
- 5 juli 2016: drie Stolpersteine op Beter Wonen 19
- 20 oktober 2017: twaalf Stolpersteine op Noordkade 106, Kerkstraat 3, Stationsweg 113
- 16 mei 2025: zeven Stolpersteine op Rinze Wibbelinkstraat